# Ахметелі-Варкетільська лінія
Ахметелі-Варкетільська лінія — перша і найстаріша лінія Тбіліського метрополітену.

## Опис
Найдовший перегін — Грмагеле-Дідубе (1898 метрів). Найкоротший — Дідубе-Гоцирідзе (827 метрів).
Найбільш багатолюдна станція — Садгурис Моедані-1.
Назви станції написані грузинською та англійською мовами. Платформа розрахована на 5 вагонів, однак у потязі тільки 4. Оновлені поїзди розфарбовані під прапор Грузії, в них немає реклами. Схема метро висить тільки в старих потягах.

## Галерея

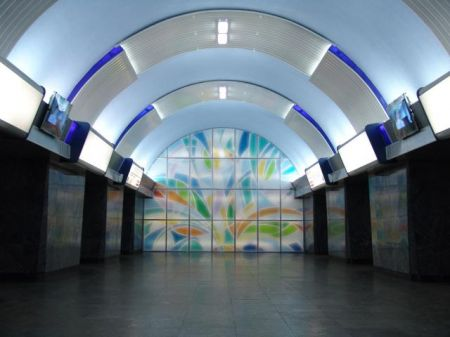
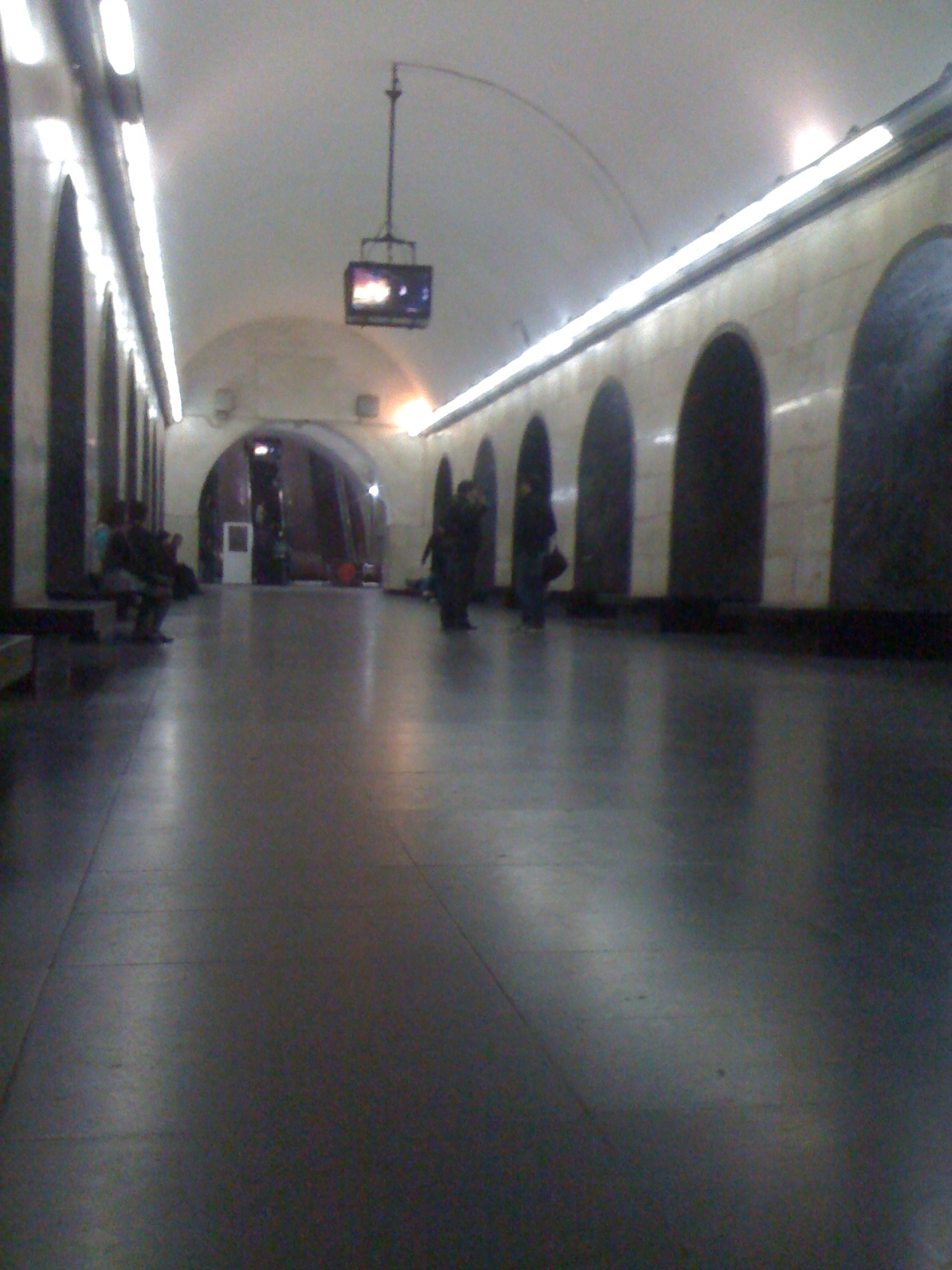
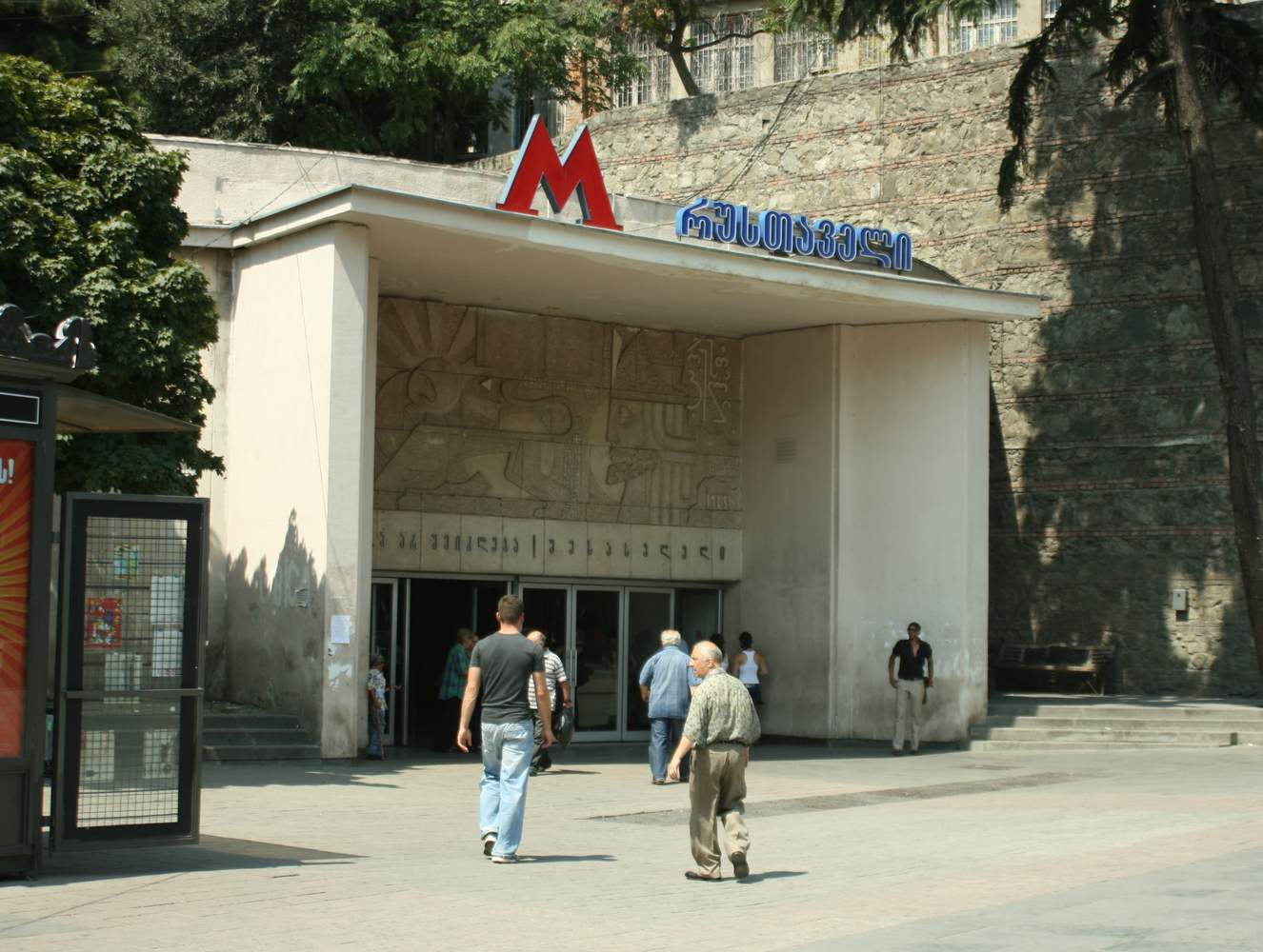
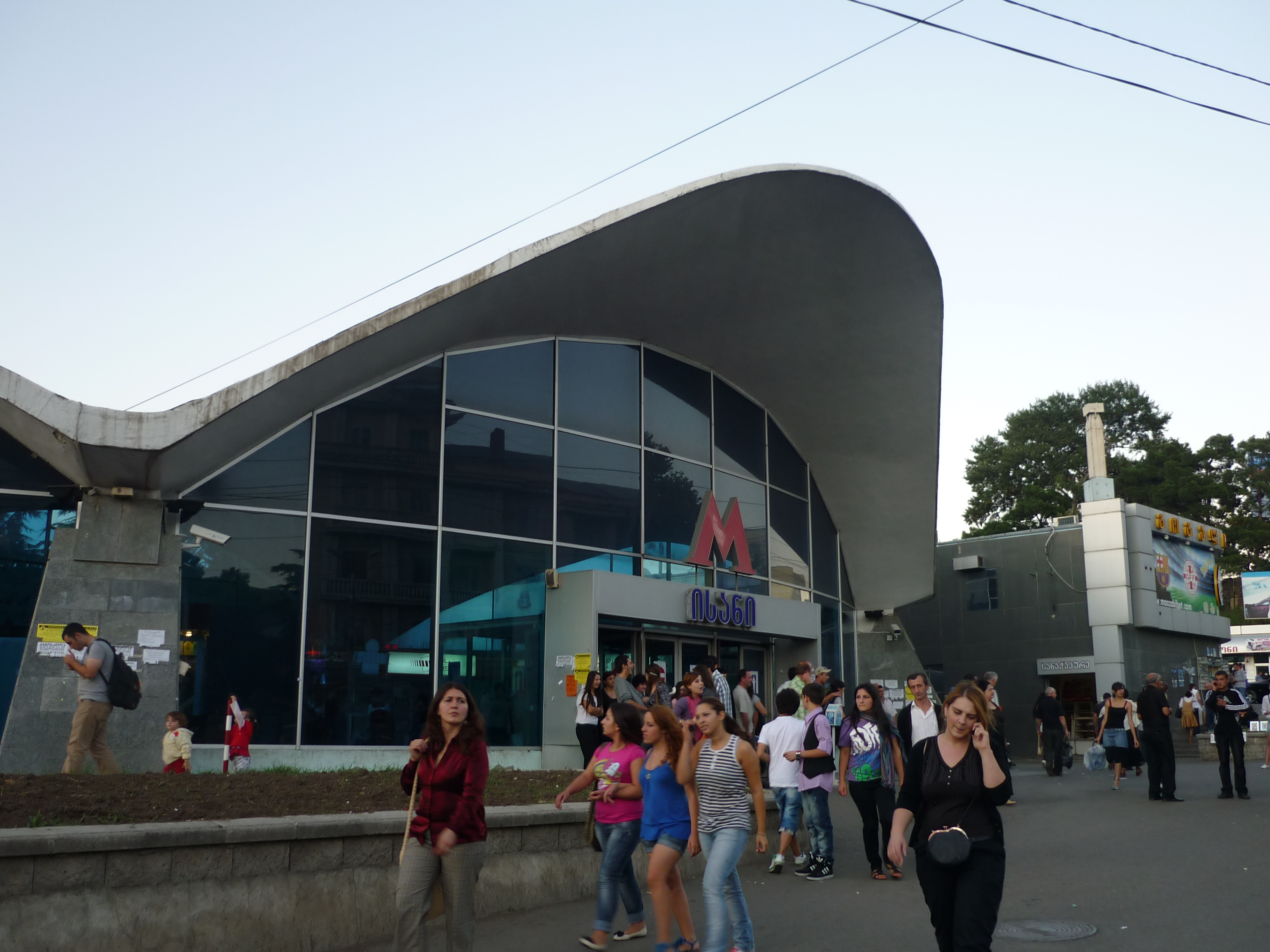
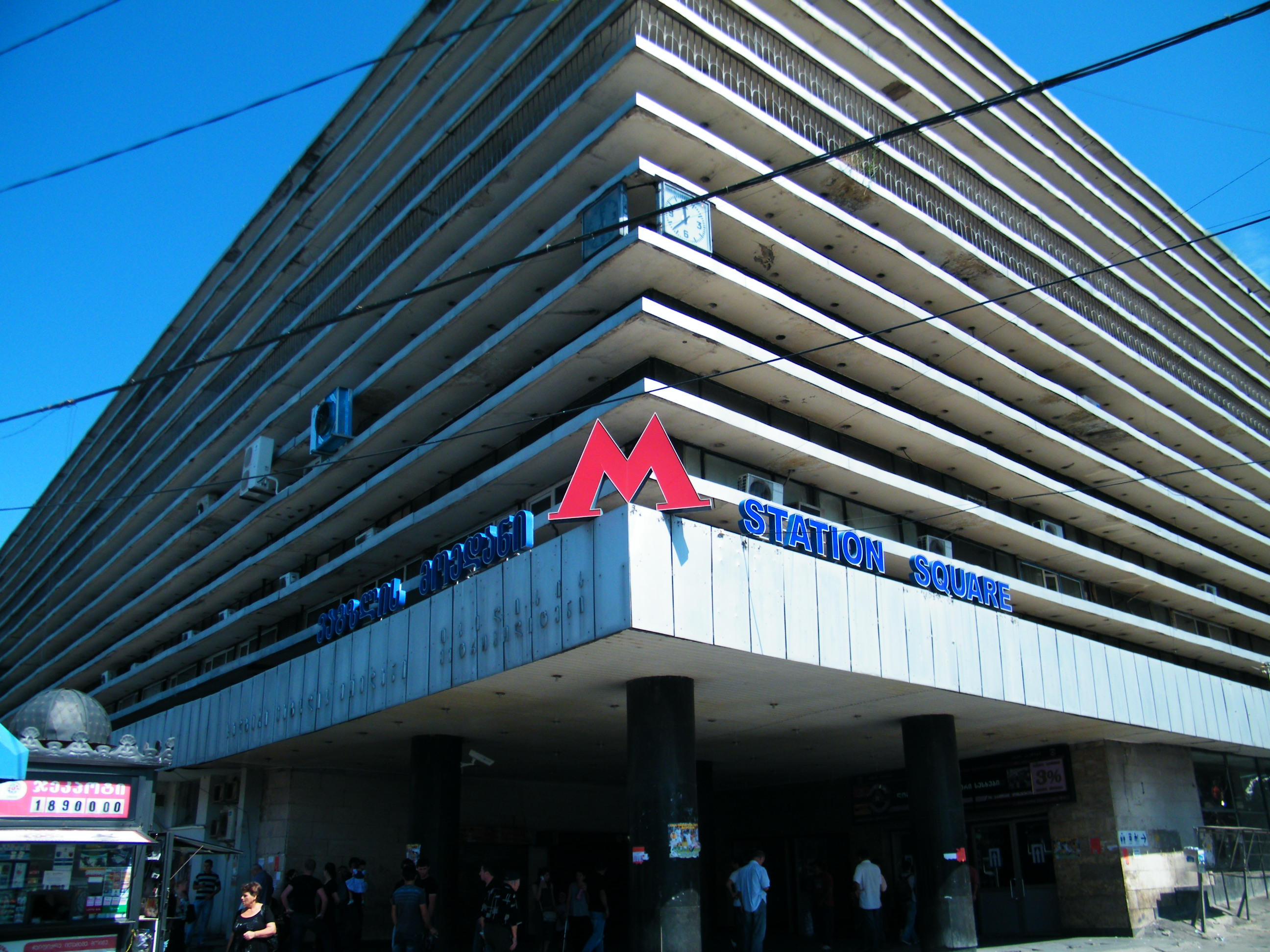
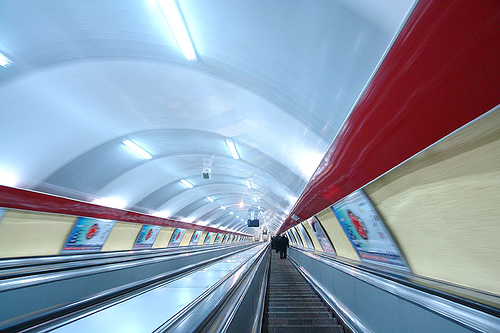
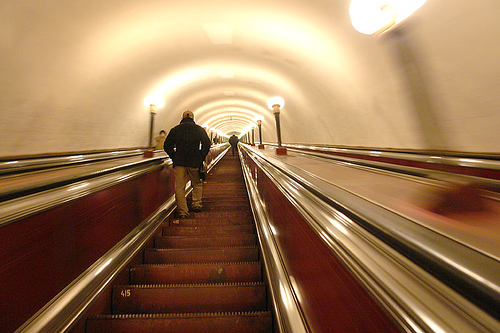